# ジャニーズ関連OBユニット
ジャニーズ関連OBユニット （ジャニーズかんれんOBユニット）では、過去にジャニーズ事務所に所属したタレントが、事務所を“退社後”に結成、参加した主なユニットを取り挙げる。
- なお、過去のJr.のグループについては「ジャニーズJr.解散グループ (1990年以前)」・「ジャニーズJr.解散グループ (1990年以降)」・「ジャニーズJr.解散グループ (2000年以降)」、バックバンドグループは「ジャニーズ事務所 過去のバックバンド」、その他の関連グループは「ジャニーズ関連企画ユニット」、主だったグループや個人については「過去のジャニーズ所属者」の項目をそれぞれ参照。
- タレントではなく、バックバンドのメンバーとしてジャニーズ事務所に所属していた人物については、退社後のユニット参加数があまりに膨大なため、「ジャニーズ事務所 過去のバックバンド」の項目を参照。また、次のメンバー（松原秀樹、野村義男、中村亘利、中浜慶幸）についても同じくユニット参加数が多いため、それぞれの項目を参照。

「※マーク」が付いている者のみジャニーズ事務所のOB。
グループ結成順（参加順）。

## ロス・プリモス
- 元ハイソサエティーの峯井貴史と、元アニメーションの徳永じゅんが参加。詳細はロス・プリモスを参照。

## メッツ
1975年結成。詳細はメッツを参照。

## ドルフィン
1976年結成のバンド。元Jr.の小川浩、小野寺伸定が参加。詳細はドルフィンを参照。

## SHADOW
1989年結成。詳細はSHADOWを参照。

## 牛若丸
1990年結成。詳細は牛若丸を参照。

## ESCAPE
1990年結成。元Jr.の甲斐友一、小林篤志らが参加。詳細はESCAPEを参照。

## シュガーB
1991年に、村田順子の曲『キャー（おっかけ立志編）』のCD版に参加する形でデビュー。ちなみに『キャー』という曲の作曲と編曲は野村義男&JABBA。
メンバー
- 衛藤浩一（ドラム）※
- 渡辺ハジメ　野口久和（キーボード、愛称：JABBA）

## 維新組
1994年結成。 同年4月に日本青年館にて約1000人もの観客を集めたデビューイベントを行い、『人生DO真中』という曲を披露。振り付けは元・ジャPAニーズのトミー。 同年のゴールデンウィークには、フジテレビ主催のイベント「LIVE UFO」にも参加し、テレビとステージの両方に出演した。しかしその後、所属事務所「インターフェイスプロジェクト」の財政難によってすぐに解散となってしまった。尚、維新組の持ち歌だった『人生DO真中』は、1995年8月19日に坂本一生と東真人（元・ANKHの柴谷英樹）のコンビでCD発売された。
メンバー
- 平本淳也（リーダー）※
- 中岡真一郎（元「桜隊」のメンバー。福岡県福岡市出身）※
- 坂本一生
- 渡辺昭人（愛称「オヤジ」。埼玉県大宮市（現：さいたま市）出身の元モデル。身長185cm。柳沢超の友人）
- 岩間丹（いわま たん。埼玉県出身）

## 一本道
高橋和也が結成したバンド。
メンバー
- 高橋和也※
- 遠藤ミチロウ

## D-run
デュラン。元・忍者の志賀泰伸が1995年に結成したバンド。詳細はD-runを参照。

## DEAD MAN WALKERS
1996年結成のバンド。
メンバー
- 高橋和也※
- SHIME

ディスコグラフィ
- まるで点の様な一瞬 （CDシングル、1996年12月、インディーズ発売）

## ツーカーズ
1996年、ツーカーセルラー東京のCMにて登場。「ツーカー携帯電話の宣伝のため、ツーカーセルラー東京の社員によって結成された」という設定の4人組バンド。ラテン文字表記は「Tuka's」。1996年には『ツーカーズのテーマ』、1997年には『ハロー!ハロー!ツーカーズ』という曲を東芝EMIから非売品CDシングルとして発表した。グループのキャッチコピーは「史上初の販売促進ロックバンド」。
メンバー
- 本木雅弘（ヴォーカル）※
- 丸地良夫（大浦龍宇一）（ギター）
- 広田英里也（山口忍）（ベース）
- 安井駆（原秀樹）（ドラムス）（ネロリーズのツアードラマー）

## Sheriff
1997年結成のバンド。
メンバー
- 成田昭次（ボーカル、ギター）※　高橋和也（ボーカル、ギター）※
- DAIRA（ギター）　近藤洋史（ベース）　西村ヒロ（ブルースハープ）　石田一郎（ドラム）

## INORGANIC
インオーガニック。1997年、成田昭次が昔からの知り合いで結成。2001年解散。
メンバー
- 成田昭次（ボーカル、ギター）※
- 平山牧伸（ドラム、愛称・ヒラポン 元・男闘呼組、大事MANブラザーズバンド。2009年夏ごろからはTHE TRIPLE Xのメンバーとしても活動している。）※
- 樋渡尚崇（ベース）

## WANDS
元「平家派」のリーダー・松元治郎が「和久二郎」に改名し、第3期ボーカリストとして参加。1997年9月3日にデビューした。詳細はWANDSを参照。

## エアロ奈美恵
日本テレビ『とんねるずの生でダラダラいかせて!!』内で結成されたエアロビクスダンスチーム。その後しばらくして「ニュー・エアロ奈美恵」として再登場した。
メンバー
- 諸星和己※
- 宍戸開　デビット伊東　福澤朗

## 前田耕陽BAND
前田耕陽を中心としたセッションバンド。
メンバー
- 前田耕陽※
- SHIME　他数名

## GODDESS
前田耕陽が結成したバンド。
メンバー
- 前田耕陽※
- 中村由真
- SHIME

## NERVOUS CIRCUS
1999年結成のバンド。
メンバー
- 高橋和也（ボーカル、ギター）※
- 田中厚（ピアノ）（途中から遅れて参加。元・男闘呼組）※
- 西村ヒロ（ブルースハープ）　ナポレオン山岸（ギター）　近藤洋史（ベース）　石田一郎（ドラム）

ディスコグラフィ
- Nervous Circus （CDアルバム、2000年9月21日）
- ナーバス・サーカス危機一髪 （CDアルバム、2006年2月24日、インディーズ発売）

## play grand
結成時のバンド名は「新幹線のぞみ・ひかり」だった。川野の地元である千葉県茂原市で活動を開始。2000年4月9日のライブをもって解散。
メンバー
- 川野直輝（ドラム）※
- 金坂征広（サックス、キーボード）　中村慎也（ギター、ベース）

## GAYME
ゲイム。2000年4月結成。元・TOKIOのサポートドラマーだった西原成守（にしはら せいす）が、第4期ボーカル“SEISU”として5年に渡り参加したビジュアル系バンド。2005年7月24日、「浦和ナルシス」でのライブをもって無期限活動休止。
メンバー
- SEISU - 西原成守（ボーカル）※
- ZAKI（ギター）　AKIRA（ドラム）

脱退メンバー
- YUUJI（ギター）　NORI（ベース）

## NGups.
2000年7月に、関西Jr.出身の2人によって結成。「ウィルハード」という事務所からのデビュー。
メンバー
- 友井雄亮（愛称：モイスケ、元：牧山雄亮）※　久永輝明（元：魚谷輝明）※

## アイロンワークスバンド
2000年結成。通称「IWB」。川野以外のメンバーは30～40歳代の人たちで構成され、川野の地元である茂原市にて活動した。川野はこのバンド活動開始を期に、当時ずっと金髪にしていた髪の毛を黒色に戻した。
メンバー
- 川野直輝（ドラム担当。バンド内での呼び名は「NK」。）※
- 他数名

## Cradle
2000年結成のバンド。元Jr.の及川雄介が参加していた。
メンバー
- yusuke - 及川雄介（ボーカル）※
- diesuke（ギター）　ken（ドラム）

## Primitive Kool
2000年結成のバンド。
メンバー
- 高橋和也（ボーカル）※　小関純匡（ドラム、元・男闘呼組）※
- 西村ヒロ（ブルースハープ）　ナポレオン山岸（ギター）　五十嵐博史（ベース）

## D'sey kaz
ディセイ・ケイズ。2000年11月結成のバンド。2001年2月21日にアルバム『ZERO』でCDデビュー。
メンバー
- 高木誠一郎（キーボード）※　尾身和樹（ボーカル）※

## What's
2001年8月1日結成のバンド。
メンバー
- 成田昭次（ボーカル、ギター）※
- 山中真一（ベース、「Yan-G」のメンバー）　四ツ田ヨシヒロ（ドラム、愛称・ヨッシー）

脱退メンバー
- 村上淳一（ギター、「MOOZY」のメンバー）　小西昭次郎（ドラム）

## RUN&GUN
2001年結成。元・関西Jr.の米原幸佑が参加。詳細はRUN&GUNを参照。

## STARS
2002年5月結成。2004年解散。
メンバー
- 川野直輝（ドラム）※
- 山崎裕太（ボーカル）　T-FUNK（鮫島巧の別名、ギター）　KenKen（ベース）

## Lead
2002年6月結成。元・関西Jr.の中土居宏宜が参加。詳細はLeadを参照。

## DIAMOND☆DOGS
2003年結成のダンスユニット。元Jr.の大坂俊介が参加。しかしその後、大坂が持病の椎間板ヘルニアの悪化に伴い、「治療に専念するため」として2006年5月13日付で脱退した為、同じく元Jr.の原知宏が替わりに加入した。
メンバー
- 原知宏※
- 東山義久　森新吾　中塚皓平　小寺利光　咲山類　　TAKA

脱退メンバー
- 大坂俊介※

## generation
2004年12月結成。同年12月28日、29日に渋谷eggmanにて初ライヴを行った。 
メンバー
- 川野直輝（ドラム、コーラス）※
- shinji（ボーカル、ギター、キーボード）

脱退メンバー
- yutaka（初代ベース、コーラス）　岡部雄介（二代目ベース、コーラス）

## D-BOYS
2004年結成の俳優集団。元Jr.の中村優一が参加。詳細はD-BOYSを参照。

## ライトライブ
2005年7月結成。元Jr.の森近政司が参加したバンド。詳細はライトライブを参照。

## AAA
2005年結成。元Jr.の日高光啓が参加。詳細はAAAを参照。

## Chords
2005年結成。川野直輝の参加バンド。
メンバー
- Naoki - 川野直輝（ドラム）※
- Sean（ボーカル）　Tetsuya（ギター）　Yutaka（ベース）

## HotchPotchi
ハッチ・ポッチ。2005年12月結成。元Jr.の井澤勇貴と白水萌生（HotchPotchi在籍時の芸名は越山凌太）が参加。詳細はHotchPotchiを参照。

## ONE OK ROCK
2005年結成のバンド。 元NEWSの森内貴寛（Taka）が参加。詳細はONE OK ROCKを参照。

## VOXPOP
2006年 - 2007年に活動したバンド。川野直輝がサポートドラムを担当した。詳細はVOXPOPの項目を参照。

## Mother Ninja
2006年11月結成のラップユニット。元Jr.の日高光啓が参加。詳細はMother Ninjaを参照。
メンバー
- 日高光啓※
- アキコ　motsu（m.o.v.e）

## SNAG
スナッグ。2006年12月結成のバンド。
メンバー
- 成田昭次（ボーカル、ギター）※
- 慎吾（ドラム、「KILLERS」などのメンバー）　中村泰造（ベース、「cune」などのメンバー）　男也（ギター）

## DUSTZ
川野直輝の参加バンド。
メンバー
- Naoki - 川野直輝（ドラム）※
- Takuto（藤田玲、ボーカル）　Kent（ギター）　Gus（ベース）

## To-Da FIVE
再結成後のフォーリーブスのバックバンド。
メンバー
- 長沢悟（ドラム、元・アニメーション）※
- 杉征夫（すぎ ゆきお、ベース、元・ハイソサエティー）※
- 中野新哉（ギター）　遠山豊（キーボード）　片岡英昭（キーボード）

## Apaloosa
2007年結成のバンド。元Jr.の矢代徳久が参加。2008年に解散。。
メンバー
- Nori - 矢代徳久（ボーカル）※
- JK（ギター）　syun（ベース）　HiDeKi（ドラム）

## JB5
2007年結成。元Jr.の久保翔が参加。詳細はJB5を参照。

## あのHUMPTY
2007年結成のパフォーマンスバンド。元・関西Jr.の田中純弥と北山純一が参加。
メンバー
- 田中純弥（ボーカル）※　北山純一（ギター）※
- デスター（ギター）　貴志（ベース）　弘嗣（ドラム）　参太（裸踊り担当）

## JUMPプリンス
2007年結成。元関西Jr.の三谷怜央が参加。詳細はJUMPプリンスを参照。

## D2
2008年結成の俳優集団。元Jr.の阿久津愼太郎、大久保祥太郎、白又敦が参加。詳細はD2を参照。

## RTA
2010年結成。元Jr.の前田紘利T.J.が参加する中国のユニット。

## MY FIRST STORY
2011年8月結成のロックバンド。元Jr.の森内寛樹が参加。詳細はMY FIRST STORYを参照。

## 超特急
2011年結成。元Jr.の船津稜雅が参加するメインダンサーバックヴォーカルユニット。詳細は超特急を参照。

## F:ma
2011年結成。ボーカルダンスユニット。
メンバー
- HOUSEI（白水萌生）※
- YUTO（辻本優人） MOEKO（三浦萌子） YUSUKE

元メンバー
- ALISA

## BLOW
2011年10月結成。元Jr.の齋藤楓、浦野秀太、工藤嘉誠の3人で結成。
メンバー
- 齊藤楓※ 浦野秀太※

元メンバー
- 工藤嘉誠※

## Plan-B
2012年結成のバンド。FIVEのメンバーで結成。
メンバー
- 中江川力也（ギター・ボーカル）※ 上里亮太（ベース）※ 牧野紘二（ドラム）※

## TOWER BOYS
2012年5月結成。東京タワー応援団として結成。
メンバー
- 植草裕太（現：樋口裕太）※
- 育乃介 山崎大輝

## P'zBoys
2012年結成。
メンバー
- 大森隼※ 菅俣翔※ 福井大輔※ 福野麗生馬※ 濵口秀太郎 木村健志 櫻井高輝

元メンバー
- 稲見友剛※

## ブレイク☆スルー
2012年結成。元関西Jr.の新垣佑斗、吉田涼也が参加。詳細はブレイク☆スルーを参照。男性スタッフも元Jr.。
メンバー
- 鯨井俊介
- 吉田涼也※
- 伊藤純平
- 新澤典将

元メンバー
- 大咲貴徳
- 鐘井佑斗 (新垣佑斗)※

## SPiCYSOL
2013年8月結成。元Jr.の伊郷アクンが参加するバンド。詳細はSPiCYSOLを参照。

## G=AGE
詳細はG=AGEを参照。

### G−EYE
2016年1月頃結成。
メンバー
- 田島将吾※
- ヴァサイエガ光※

### NEW→AGE
2016年2月頃結成。玉元と森田は元Jr.。
メンバー
- 玉元風海人※
- 森田真弥※
- 風間ロイ

### G−AGE
2016年3月頃結成。風間以外が元Jr.。
メンバー
- 田島将吾※
- ヴァサイエガ光※
- 玉元風海人※
- 森田真弥※
- 風間ロイ

## ANTIME
2017年7月頃結成。全員元Jr.である。
メンバー
- 髙橋颯※
- 岡本カウアン※
- 羽生田挙武※
- 川口優※

## 7ORDER
2019年5月22日始動。Jr.のユニットだったLove-tuneが、退社後同じメンバーで結成。詳細は7ORDERを参照。

## Rockon Social Club
2022年12月始動。同年7月に期間限定で再結成された男闘呼組の後身バンド。詳細はRockon Social Clubを参照。

## IMP.
2023年7月14日始動。Jr.のユニットだったIMPACTorsが退社後、滝沢秀明が設立した新事務所「TOBE」に同じメンバーで合流し結成。詳細はIMP.を参照。

## Number_i
2023年10月15日結成。King & Princeの元メンバーである平野紫耀、神宮寺勇太、岸優太の3人が「TOBE」に合流し結成。詳細はNumber_iを参照。

## 劇団関係

### 劇団四季
飯野おさみ、畠山昌久、川崎麻世、乃生佳之、良知真次らが入団。詳細は劇団四季を参照。

### 前方公演墳
元「ジャPAニーズ」の細野謙治とデビッド宮原が1998年に設立した劇団。

### はなまる大作戦
2006年の夏に土田一徳が入団した劇団。詳細ははなまる大作戦を参照。

## その他
- SMAPの元メンバーである稲垣吾郎、草彅剛、香取慎吾が3人で楽曲を歌唱する際、アーティスト名として「新しい地図」「新しい地図 join ミュージック」がクレジットされている。ただし、基本的には個人活動を主体としており、正式にユニットを結成しているわけではない。ほか、草彅、香取の2人で楽曲を歌唱した際は「SingTuyo」がアーティスト名としてクレジットされた。詳細はCULEN#新しい地図を参照。